# No Shoes, No Shirt, No Problems
No Shoes, No Shirt, No Problems é um álbum de Kenny Chesney, lançado em 2002.